# Faun Fables

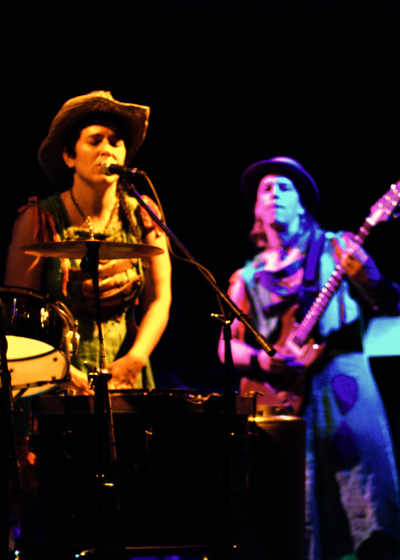
Faun Fables bei einem Auftritt in Oakland CA, im September 2009. Zu sehen sind Dawn McCarthy (links) and Nils Frykdahl (rechts)

Faun Fables sind eine amerikanische Musik- und Performancegruppe aus Oakland, Kalifornien. Die Band wurde 1997 von Dawn McCarthy gegründet, die damals noch in New York lebte und sich zeitweise in Osteuropa aufhielt.

## Stil und musikalische Entwicklung
Stilistisch ist die Musik der Faun Fables schwer einzuordnen, wobei Elemente diverser Folk-Genres meist im Vordergrund stehen. Dies zeigt sich zum einen in der Verwendung akustischer Instrumente wie Gitarre, Violine, Cello, Bodhrán und Glockenspiel, zum anderen in den Adaptationen traditioneller Folksongs auf jüngeren Veröffentlichungen. Dennoch wird der Sound häufig durch Elemente des Rock, aber auch des Musical und der experimentellen Musik ergänzt, ausladende Perkussionseinlagen sind keine Seltenheit. Dabei sind die Kompositionen nur gelegentlich auf Harmonie hin angelegt, was sich auch in dem unprätentiösen, aber expressiven Gesang McCarthys zeigt.
Vergleiche zu Folkkünstlern wie Devendra Banhart und Current 93, aber auch zu Sängerinnen wie Ewa Demarczyk können gezogen werden. Auf den ersten Alben übernahm McCarthy fast das komplette Songwriting, alle weiteren Mitwirkenden waren Gastmusiker. Ab dem „Family Album“ (2004) ist jedoch Nils Frykdahl (Mitglied bei Sleepytime Gorilla Museum und Idiot Flesh) ein relativ fester Bestandteil der Band und bildet mit seinem Bariton einen Kontrapunkt zum Sopran der Sängerin. Auf den neueren Alben wird auch gelegentlich auf die Kompositionen anderer Künstler, z. B. klassischer Komponisten des 20. Jahrhunderts, zurückgegriffen. Die Faun Fables verstehen sich als Live-Band, deren Auftritte eine stark theatralische Qualität aufweisen. Neben Tanz und Puppentheater sind die Performances stark von amerikanischer, englischer, nord- und osteuropäischer Folklore geprägt, was sich u. a. in fantasievollen Kostümen zeigt. Die jeweiligen Performances sind narrativ ausgerichtet und entsprechen oft der erzählerischen Binnenstruktur der neueren Konzeptalben. So lag beispielsweise dem Album „The Transit Rider“ (2006) und der dazugehörigen Performance ein komplexes Konzept um den recht allgemein zu verstehenden Begriff des Reisens zugrunde.
Während bei den Faun Fables viele Gäste an den Aufnahmen und Auftritten beteiligt sind, unterstützt Dawn McCarthy ihrerseits befreundete Musiker live und im Studio. Zu den bekannteren Beiträgen gehören Gesangseinlagen auf einigen jüngeren Veröffentlichungen von Will Oldham.

## Veröffentlichungen
- Early Song (1999 im Eigenverlag)
- Mother Twilight (2001)
- Family Album (2004 Drag City)
- Early Song (2004 Drag City, Wiederveröffentlichung)
- Mother Twilight (2004 Drag City, Wiederveröffentlichung)
- The Transit Rider (2006 Drag City)
- A Table Forgotten EP (2008 Drag City)
- Light Of A Vaster Dark (2010 Drag City)